# Alice Stone Blackwell
Alice Stone Blackwell, född 14 september 1857 i Orange, New Jersey, död 15 mars 1950 i Cambridge, Massachusetts, var en amerikansk journalist och feminist.
Blackwell, som var dotter till Lucy Stone och Henry Browne Blackwell, utexaminerades från Boston University 1881 och var därefter under 35 år redaktör för Woman's Journal. Hon var från 1887 även redaktör för Woman's Column, vilken innehöll nyheter i rösträttsfrågan och distribuerades utan kostnad till tidningar i hela USA. Under 1880-talet lyckades hon bilägga tvisterna mellan de rivaliserande organisationerna American Woman Suffrage Association och National Woman Suffrage Association och då dessa 1890 sammanslogs till National American Woman Suffrage Association blev hon recording secretary i den nya organisationen och innehade denna post i nästan 20 år.
Under 1890-talet vidgades Blackwells intressen och hon kom att verka även inom Women's Christian Temperance Union, Anti-Vivisection Society, Women's Trade Union League, National Association for the Advancement of Colored People och American Peace Society. Efter att 19:e tillägget i USA:s konstitution ratificerats uppmanade hon kvinnor att fortsätta verka som en självständig politisk kraft och medverkade i detta syfte till bildandet av League of Women Voters. År 1930 utgav hon en biografi över sin mor, Lucy Stone.